# Ugo Betti
Pour les articles homonymes, voir Betti.
Ugo Betti (Camerino, 4 février 1892 - Rome, 9 juin 1953) est un magistrat italien, plus connu comme poète et comme dramaturge, considéré par beaucoup comme le plus grand auteur de théâtre italien après Pirandello. 

## Biographie
Betti faisait des études de droit à Parme lorsqu'il s'enrôla volontaire lors du déclenchement de la Première Guerre mondiale. 
Il fut capturé près de Kobarid, puis interné à Rastatt, en compagnie de deux autres écrivains, Carlo Emilio Gadda et Bonaventura Tecchi qui deviendront ses amis. Au terme du conflit, il termine ses études et devient juge. 
Il publie son premier recueil de poèmes en 1922, intitulé Il re pensieroso (en français : Le roi pensif) – poèmes écrits alors qu'il était prisonnier en Allemagne, entre 1917 et 1918.
Sa première pièce, intitulée La padrona (en français : La Patronne), est présentée pour la première fois en 1927 ; le succès obtenu le décide à se vouer entièrement au théâtre. 
En 1931, il déménage de Parme à Rome. 
À la fin de la Seconde Guerre mondiale, il travaille à la bibliothèque du ministère italien de la Justice. En 1938, les fascistes l'accusent d'être juif et antifasciste. Après la Seconde Guerre mondiale, il est accusé d'être fasciste, mais se voit innocenté de toutes les charges qui pesaient contre lui. À la fin de sa vie, il travaille à la bibliothèque du ministère de la Justice.
Il laisse vingt-sept pièces de théâtre, les plus appréciées ayant été écrites à la fin de sa carrière, entre 1940 et sa mort. Ses œuvres explorent la nature du mal, la culpabilité existentielle ressentie par ses protagonistes et le thème de la rédemption. Parfois surnommé « le Kafka italien », Ugo Betti a fait de l'enquête criminelle un motif caractéristique de ses pièces.

## Publications
En français
- Un beau dimanche de septembre (titre original : Una bella domenica di settembre), traduit par Huguette Hatem, Paris,  L'Avant-scène Théâtre, 1960, 36 p.
- L'Île des chèvres (titre original : Delitto all'isola delle capre), traduit par Maurice Clavel, Paris, Le Seuil, 1953, 144 p.
- La Reine et les insurgés (titre original : La regina e gli insorti), traduit par Yves Brainville, Paris, Le Seuil, 1956, 168 p.

En italien
- Il re pensieroso (1922)
- La Padrona (1926)
- Frana allo scalo nord (1936)
- Il cacciatore di anitre (1940)
- Il diluvio (1943)
- Spiritismo nell'antica casa (1944)
- Corruzione al Palazzo di Giustizia (1945)[1]
- Delitto all'isola delle capre (1946)
- Ispezione (1947)
- Acque turbate (1948)

## Filmographie partielle (comme scénariste)
- 1942 : Bengasi d'Augusto Genina
- 1946 : L'adultera de Duilio Coletti